# Bullock-trupiál
A Bullock-trupiál (Icterus bullockii) a madarak osztályának verébalakúak (Passeriformes) rendjébe, azon belül a csirögefélék (Icteridae) családjába tartozó faj.

## Rendszerezése
A fajt William John Swainson angol ornitológus írta le 1827-ben, a Xanthornus nembe Xanthornus bullockii néven. A szervezetek egyrésze Icterus bullockiorum néven tartja nyilván. 
Magyar és tudományos faji nevét William Bullock angol utazó és természettudós tiszteletére kapta.

## Előfordulása
Kanada, az Amerikai Egyesült Államok területén fészkel, telelni délre Mexikóba, Costa Ricába, Guatemalába és Hondurasba vonul. Természetes élőhelyei a lombhullató és a vegyes erdők.

## Megjelenése
Testhossza 23 centiméter, testtömege 29-43 gramm. A hím feje teteje, torka, farka és szárnyának felső része fekete. A szárnyának alsó része fehér. Hasa, arca, farkának alsó része és fara sárga. A tojó arca világos sárga, a többi helyen szürke színű, de a hasán világosabb mint a szárnyán.
|  |  |

## Életmódja
Rovarokkal, bogyókkal és nektárral táplálkozik.

## Szaporodása
Szaporodási ideje júniustól júliusig tart. Fészke sűrű szövésű, tasak alakú, mely egy ág szélén van elhelyezve. Fészekalja 3 tojásból áll, melyet 18-19 napig költ. A fiókákat mindkét szülő eteti és gondozza.
|  |

## Természetvédelmi helyzete
Az elterjedési területe rendkívül nagy, egyedszáma pedig stabil. A Természetvédelmi Világszövetség Vörös listáján nem fenyegetett fajként szerepel.